# Humedal La Sabana
El Humedal La Segua es parte de la convergencia de los ríos Carrizal (Tosagua) y río Chone (Chone) el cual siempre ha funcionado como un estabilizador natural. En las épocas de lluvias el humedal cubre un área de 1.742 hectáreas de áreas inundadas. Se está promoviendo un proyecto para resaltar los atractivos turísticos existentes en los humedales y que sus habitantes se organicen en una asociación de guías nativos y administradores del área para el uso ecoturístico en el que se dispondrá de un centro de interpretación para información ecoturística y para comodidad de los visitantes.
El humedal tiene escenarios relevantes con tierras inundadas en donde vegetación flotante está adaptada a vivir en esas circunstancias. Allí existen cientos de aves acuáticas que viven en este reducto, algunas de ellas son aves migratorias del hemisferio norte que vuelan cientos de kilómetros durante la época de invierno para obtener recursos alimenticios y sitios de descanso.

## Ubicación
La Ciénaga se ubica en la confluencia de los ríos Carrizal y Chone en la provincia de Manabí. Alrededor del humedal se asientan las poblaciones de La Sabana, Larrea, San Antonio y La Segua de la provincia de Manabí. 

## Caudal
Es un Humedal grande, de agua dulce, cuyo caudal puede fluctuar artificialmente por el control que se realiza en la represa La Esperanza. En un principio, este humedal contaba con abundantes pantanos y manglares, pero hace aproximadamente 85 años, como producto de la deforestación, se produjo el acarreo de abundante sedimento que lo separó del mar y lo convirtió en un humedal de agua dulce. La mayor parte de este humedal corresponde a aguas abiertas (514 ha), pero también hay extensos parches de lechuguines (451 ha) y llanuras de inundación (560 ha) prácticamente deforestadas. 

## Producción
En las zonas de tierra firme estacional (llanuras de inundación) se cultivan hortalizas, maíz y arroz, y además se cría ganado vacuno. Asimismo, en el humedal se practica la pesca, en especial de Chame (nativo) y tilapias (introducidas).

## Biodiversidad
Existen 164 especies de aves distribuidas en 44 familias conocidas en estos humedales. 22 tipos de aves son migratorias procedentes de Canadá y Estados Unidos, 2 del hemisferio sur, 63 son acuáticas y 77 son especies de ambientes terrestres, que arriban entre los meses de agosto y enero, siendo este sitio un lugar de tránsito provisional para descansar y alimentarse. Algunas de las especies residentes utilizan el humedal para cortejo y anidación. Hay especies de aves que vienen a este humedal tanto en invierno como en verano, utilizan el lugar para reproducirse, cortejar, y anidar entre ellas están varias garzas.
Se han registrado 8 especies de mamíferos, entre ellos la nutria, murciélago pescador y el venado de cola blanca. Hay también raposas, cabeza de mate y más. En cuanto a plantas se han identificado 36 especies. 
Una especie que puede observarse con facilidad es la jacana carunculada (Jacana Jacana) que es una de las maravillosas aves adaptadas a desplazarse fácilmente en la vegetación flotante, con el uso de largas patas y dedos que poseen, y cuyo macho asume las funciones de cuidado y alimentación de sus polluelos en lugar de la hembra.
Otras especies interesantes de ver son las garzas cocoi, el pato silbon canelo, la cigüeña americana, el águila pescadora, la gallareta común, el gavilán caracolero entre otras especies. 

### Registro
En la Ciénaga se han registrado más de 150 especies de aves, la mayoría de ellas acuáticas y muchas migratorias boreales. Es uno de los sitios más importantes en Ecuador para aves acuáticas congregatorias, entre las que se incluyen algunas especies altamente amenazadas en el país, como Netta erythrophthalma y Cairina moschata. El sitio alberga regularmente un elevado número de especies congregatorias (más de 50.000 individuos). Hay además un registro de Carduelis siemiradzkii, especie globalmente vulnerable.

## Consideraciones de conservación
El humedal está amenazado por las actividades que se desarrollan en las áreas de tierra firme circundantes. El nivel de deforestación que existe provoca la sedimentación de abundante material, lo cual podría provocar el relleno paulatino del humedal. Para las actividades agrícolas en los alrededores se emplean agroquímicos tóxicos que contaminan el agua, pudiendo causar graves daños a los habitantes locales que consumen los peces del humedal. Durante la época de migración de aves acuáticas (anátidas principalmente), existe una fuerte presión de cacería deportiva. Se ha estimado que en un día cada cazador puede matar hasta 50 individuos. También se practica cacería de subsistencia (alimentación) y como forma de controlar la depredación de los chames que son comercializados por algunos propietarios del humedal. Por otra parte, su cercanía a las ciudades de Tosagua y Chone hacen que esté sometido a amenazas serias como la contaminación con los desechos de esta ciudad. Una amenaza potencial grave es la desecación para la expansión de áreas agrícolas, ganaderas, industriales o urbanas.